# Dasychira colini
Dasychira colini is een vlinder uit de familie spinneruilen (Erebidae), onderfamilie donsvlinders (Lymantriinae). De wetenschappelijke naam van deze soort is voor het eerst geldig gepubliceerd in 1893 door Paul Mabille.
De soort komt voor in tropisch Afrika.